# Cicer cum caule
Cicer cum caule czyli groch z kapustą: panopticum i archiwum kultury – zbiór ciekawostek i osobliwości literackich, zebranych w okresie po 1945 r. przez Juliana Tuwima i publikowanych przez niego w cyklu pod tą samą nazwą w latach 1949-1953 w miesięczniku „Problemy”. Cykl został następnie wydany w formie książkowej w trzech częściach przez wydawnictwo „Czytelnik” (1958, 1959, 1963). Do druku przygotował go i przedmową opatrzył Józef Hurwic. 
Cicer cum caule stanowi kontynuację zbioru Pegaz dęba, czyli panopticum poetyckie z roku 1950.

## Literatura
- Julian Tuwim: Cicer cum caule czyli groch z kapustą: panopticum i archiwum kultury, Czytelnik, Warszawa 1958, str. 320
- Julian Tuwim: Cicer cum caule czyli groch z kapustą: panopticum i archiwum kultury. Seria 2, Czytelnik, Warszawa 1959, str. 284
- Julian Tuwim: Cicer cum caule czyli groch z kapustą: panopticum i archiwum kultury. Seria 3, Czytelnik, Warszawa 1963, str. 252